# 托馬索·法蘭西斯科
托馬索·法蘭西斯科（義大利語：Tommaso Francesco，1596年12月21日—1656年1月22日），第一代卡里尼亞諾親王。

## 家庭
1625年，托馬索·法蘭西斯科與孔代親王路易一世的孫女瑪麗·德·波旁結婚，兩人共有3子1女：
1. 路易莎·克里斯蒂娜（英语：Princess Louise of Savoy）（1627年—1689年）
2. 埃馬努埃萊·菲利貝托（1628年—1709年）
3. 朱塞佩·埃馬努埃萊（1631年—1656年）
4. 歐仁·莫里斯（1635年—1673年），蘇瓦松伯爵